# Marsainvilliers

Marsainvilliers, Senkrechtaufnahme mit eingetragenen Wasserläufen (Cours d'eau)

Marsainvilliers ist eine französische Gemeinde mit 313 Einwohnern (Stand: 1. Januar 2022) im Département Loiret in der Region Centre-Val de Loire. Sie war bis zur Neuordnung der französischen Kantone eine der 20 Gemeinden des Kantons Pithiviers und wurde dann dem Kanton Le Malesherbois im Arrondissement Pithiviers zugeschlagen. Die Bewohner nennen sich Marsainvillois und Marsainvilloises. 
Marsainvilliers grenzt im Nordwesten an Engenville, im Nordosten an Ramoulu, im Osten an Estouy, im Süden an Bondaroy und im Südwesten an Pithiviers und Pithiviers-le-Vieil.

## Bevölkerungsentwicklung
| Jahr      | 1962 | 1968 | 1975 | 1982 | 1990 | 1999 | 2008 | 2018 |
| --------- | ---- | ---- | ---- | ---- | ---- | ---- | ---- | ---- |
| Einwohner | 265  | 193  | 192  | 155  | 233  | 307  | 280  | 299  |